# Socourt
Socourt é uma comuna francesa na região administrativa do Grande Leste, no departamento de Vosges. Estende-se por uma área de 3.85 km². Em 2010 a comuna tinha 275 habitantes (densidade: 71,4 hab./km²).